# Polymorphic Systems

## Historia
Rich Peterson, John Stephensen y Brian Wilcox crearon Polymorphic systems en diciembre de 1975. La compañía anunció su primer ordenador en octubre de 1976. Inicialmente nombró a este ordenador "Micro-Altair" pero debido a las objeciones de Ed Roberts(profesor en el MIT), acabaron por llamarle "Poly 88". 
Se utilizó el procesador Intel 8080A, y se vendió por 685 dólares. Más tarde Polymorphic Systems lanzó el sistema de 8813 que consistía en una unidad principal con un armario de madera de nogal, que utiliza un procesador Intel 8080 y tenía un teclado separado
El precio del sistema comenzó en 2795 dólares. Polymorphic Systems desarrolló su propio sistema operativo y un disco de base. 
Más tarde, Polymorphic Systems añadió una unidad de disco a sus 8080-based, el lenguaje BASIC, y aplicaciones para negocios respetables comenzaron a aparecer. Los programadores que elejian el poly podían elegir entre BASIC, FORTRAN, o en lenguaje ensamblador para realizar sus programas. Con los procesadores de 2 MHz 8080, y de discos de 5 ¼" de una sola cara .
Se escribían un conjunto de programas de lenguaje con este sistema.El introducir un byte a la vez a través de "Poly panel monitor" , el software de Polymorphic Systems, era mucho más rápido que cualquier PC .
Luego vino un 8813 de construcción casera, usando tablas Poly S100 dentro de un chasis de NorthStar, que resultó ser más barato que el cuadro de Poly. Ambos eran de madera , algo que le añadía cierto status. Por dentro Poly era puro hardware y software (a excepción de una tarjeta de memoria EconoRAM Godbout).
Por último, en el 8810, que normalmente tienen una unidad de disco, se le modificó para tener dos discos de medio de altura. También se añadió una interfaz personalizada y unidades de disco duro para la mayoría de estas máquinas. El primer disco duro tenía 8 "platos" , de 5 cinco megabytes, y pesaba alrededor de 40 libras. 
Pero en la década de 1980 y la llegada del PC de IBM estaba a punto de cambiar todo. Si tenías un pc de IBM, la mayoría de programas eran incompatibles. Polymorphic Systems trató de mantenerse al día con los nuevos tiempos, incluso con la adición de un disco duro de 18 megabyte en 1983. También hablaron acerca de hacer su software más compatible con los estándares de la industria, primero con el sistema operativo CP / M, luego con IBM-PC, pero nunca sucedió. La compañía dejó de operar en 1988.

## El poly 88
En los primeros días de la computación personal (sobre 1975) las pequeñas computadoras costaban aproximadamente 400 dólares , y eso solamente la placa de circuito , sin contar el soldador, su tiempo, y el hecho de que no se podía hacer nada con ella, salvo ver las luces blinky.
Aquellos eran los días de la IMSAI, Altair, Sol, y otros en su mayoría ordenadores caseros, Normalmente la lectura de sus programas se realizaba con una lenta cinta de casete. Entre ellas destacaba uno del que muy poca gente había oído hablar: el poli - 88, de Polymorphic Systems (Santa Bárbara (California)).
El poly 88 fue un sistema que incluía, pantalla, teclado, torre, la interfaz de casete . Esta máquina se derivaba de un proyecto anterior llamado "micro-Altair", de ahí su diminuto tamaño.Este sistema y su hermano mayor , el 8810 fueron producidos por Polymorphic Systems en el período 1977-78.

El Poly-88 era llamado "la tostadora naranja" (apodado así porque generaba mucho calor dentro del pequeño chasis naranja ). Este cuadro solo podría tener cinco consejos S100 y no unidades de disco. Pero eso estaba bien, ya que sin un ventilador, es imposible que se caliente la tarjeta de video con solo una CPU, y la memoria instalada.
| NOMBRE                 | POLY 88                                            |
| FABRICANTE             | Polymorphic System                                 |
| ORIGEN                 | EE.UU.                                             |
| AÑO                    | 1976                                               |
| FIN DE LA PRODUCCIÓN   | 1988                                               |
| TECLADO                | Full-stroke 54 keys (made by Cherry)               |
| CPU                    | Intel 8080A                                        |
| VELOCIDAD              | 2 MHz 8080A, corriendo a 1.8432 MHz                |
| RAM                    | 512 bytes to 32 KB.                                |
| VRAM                   | 1 KB                                               |
| ROM                    | Monitor 1 KB (2 KB optional)                       |
| MODOS DE TEXTO         | 40 caracteres x 25 líneas                          |
| MODOS GRAFICOS         | Semi-graphic mode (128 x 48)                       |
| COLORES                | Monocromo                                          |
| SONIDO                 | None standard (available through S100 boards)      |
| Tamaño                 | 11(W) x 17.5(H) x 43 (D) cm.                       |
| PERIFÉRICOS            | Teclado, casete, impresora, video                  |
| FUENTE DE ALIMENTACIÓN | Incorporada en la unidad de fuente de alimentación |
| I/O PORTS              | Tarjetas de bus S100                               |
| PRECIO                 | Desde $595 hasta los $1350                         |

## System 8810
Esta unidad puede conectarse a una unidad adicional (MS 88) que consistía en dos 8 "unidades de disco DSDD Shugart. Cerca del final Polymorphic Systems también incluyó a 10 MB de disco duro y una unidad llamada "Sistema gemelo ", que permitió dos acciones simultáneas los usuarios de un bus compartido.Como un último intento de permanecer con vida Poly trató de comercializar una versión de CP / M base pero fue un desastre total.
El software que se vendía por Polymorphic System consistía en un procesador de textos (muy parecida a la WordStar temprana), un programa de base de datos y su sistema operativo.
Se podría añadir / ampliar, borrar archivos, pero el sistema de archivos era una lista enlazada para recuperar espacio en disco que tenía que ejecutar una utilidad. 
Con respecto a la memoria, el Poly era capaz de manejar 64K - de los cuales 8K era para la ROM del sistema operativo. También una tarjeta de memoria de 48K y una tarjeta de memoria de 8K, que coloca el extremo superior de la memoria en alrededor de 56K.
El PC de IBM tardo en alcanzar a las capacidades de Poly cuando el PC se introdujo por primera vez (como los subdirectorios). En Poly podría haber nombres de archivo largos (hasta 32 caracteres, según recuerdo, que incluía los nombres subdirectorio), más una prórroga de dos caracteres.

Además de su programa de procesamiento de palabras Word Maestro, Polymorphic Systems también vendió los programas de derecho de Cuentas por Cobrar, Cuentas por Pagar, Control de Inventario, Mailist, Plan ,Plotter Universal, y de préstamos y Análisis de Inversiones. 
La mayoría de los programas eran de fecha 1978 escritos originalmente para fines internos por los productos de Polymorphic Systems. 
| NOMBRE                 | System 8813                                        |
| FABRICANTE             | Polymorphic System                                 |
| ORIGEN                 | EE.UU.                                             |
| AÑO                    | 1977                                               |
| FIN DE LA PRODUCCIÓN   | 1988                                               |
| CONSTRUIDA EN LENGUAJE | Ninguno                                            |
| TECLADO                | Full-stroke keyboard                               |
| CPU                    | Intel 8080A                                        |
| VELOCIDAD              | 2 MHz 8080A, corriendo a 1,8432 MHz                |
| RAM                    | 48,5 KB (512 bytes para CPU + 48KB para S100)      |
| ROM                    | 3 KB (monitor)                                     |
| MODOS DE TEXTO         | 64 caracteres x 16 líneas                          |
| MODOS GRAFICOS         | 128 x 48 bloque                                    |
| COLORES                | Monocromo                                          |
| SONIDO                 | Desconocido                                        |
| Tamaño / Peso          | Cerca de 6 kg (unidad principal)                   |
| PUERTOS I / O          | S100 Bus                                           |
| BUILT IN MEDIA         | 5.25 disk-drives                                   |
| FUENTE DE ALIMENTACIÓN | Incorporada en la unidad de fuente de alimentación |
| PERIFÉRICOS            | Tarjetas de bus S100                               |

## Recuerdos de Poly
Mark Sutherland trabajo en un boletín para los usuarios llamado PolyLetter. Fue publicado por varios entusiastas de Poly: Frank Stearns, Charles Steinhauser, y Ralph Kenyon, todo ello durante un total de unos 15 años (1980-1995). La gente que confiaba en Poly.
Alrededor de 1990 se escribió un programa emulador de Poly donde se podía ejecutar la mayoría de los programas de Poly en un IBM PC. Todavía a día de hoy hay gente que "juega" con ello.
¿Por qué había tanta adicción a los Polys? , Otros primeros PC, como el de Radio Shack TRS-80 se caracterizan por ser hostil al usuario. Un TRS-80 podría decir "Error 123" mientras que el Poly diría "No hay disco en la unidad, o puerta abierta, cosa que agradaba y convencía. Además para programadores en lenguaje ensamblador, también les encantaba el software de panel frontal que permitió ser clave en los programas y en modificar la memoria. A todo ello se le unían las luces y los interruptores en las minicomputadoras de Polymorphic. 

Todavía a día de hoy hay documentación Poly existente, y se pueden hacer copias a disposición de cualquier interesado:
| -El boletín de usuario publicado 6 veces al año, 10 páginas / tema. Están todos los temas desde 1980-1993. |
| -Poly-88 Manuales (sistema de cassets basado en los manuales de fecha 1976-78)                             |
| -Manual del Sistema de microcomputadora 60pg                                                               |
| -Interfaz de impresora 21pg                                                                                |
| -Interfaz de casete 45pg                                                                                   |
| -Operación y Software 100PG                                                                                |
| -Memoria / interruptores / E / S serie - sobre 50PG                                                        |
| -PolyMorphic System 8810/8813 Manuales (basado en disco de sistema)                                        |
| -Manual del Usuario System-88 del 126pg + apéndices                                                        |
| -BASIC manual 1977 - 114pg                                                                                 |
| -Video Interface Interfaz de vídeo                                                                         |
| -System 88 Manual 1979, 32pg + schematics Sistema de 88 esquemas de 1979, 32pg                             |
| -16K bordo de RAM                                                                                          |
| -48K bordo de RAM                                                                                          |
| -Notas TwinSystem, 8PG + muchos esquemas                                                                   |
| -Teclado III 12pg                                                                                          |
| -Macro-88 Assembler 60pg Manual de usuario                                                                 |
| -schematics 88/MS Manual del Usuario del 23pg + esquemas                                                   |
| -BASIC C00 Guía 46pg                                                                                       |
| -WordMaster 2.0 125pg WordMaster 2,0 125pg                                                                 |
| -Guía del programador del sistema 1981 276pg + artículos                                                   |

- Datos: Q6082104
- Multimedia: PolyMorphic Systems / Q6082104